# Yudachi
Lo Yudachi (夕立?, Yūdachi, lett. "Temporale serale estivo") è stato un cacciatorpediniere della Marina imperiale giapponese, quarta unità appartenente alla classe Shiratsuyu. Fu varato dal cantiere di Sasebo nel giugno 1936.
Nel dicembre 1941, parte della 2ª Flotta, partecipò alle operazioni anfibie nelle Filippine e poi supportò gli sbarchi sull'isola del Borneo nel gennaio 1942; a febbraio fu tra le numerose unità che combatterono la battaglia del Mare di Giava (27 febbraio). Dopo un ciclo di operazioni di secondaria importanza nelle Filippine, rimase circa un mese in cantiere per una revisione completa e un potenziamento della batteria contraerea. Fu quindi presente, ma senza avere alcun ruolo, alla battaglia delle Midway (4-6 giugno). Destinato a operare una guerra corsara nell'Oceano Indiano, a inizio agosto fu urgentemente richiamato nel Pacifico sud-occidentale, dove gli Stati Uniti avevano sbarcato truppe su Guadalcanal. Stanziato nelle isole Shortland, da questo ancoraggio protetto condusse un paio di decine di missioni notturne di rifornimento alla guarnigione sull'isola (Tokyo Express); durante una di queste cooperò alla distruzione di due trasporti statunitensi e in ottobre bombardò un paio di volte l'aeroporto Henderson tenuto dai marine. L'11 novembre salpò verso Guadalcanal nella formazione del viceammiraglio Hiroaki Abe, destinata a distruggere con le artiglierie navali le piste aeree, e fu dunque coinvolto nella prima fase della pivotale battaglia navale di Guadalcanal. Nello scontro notturno del 12-13 novembre fu gravemente colpito e infine abbandonato dall'equipaggio. Lo scafo immobile fu fatto esplodere dall'incrociatore pesante USS Portland all'alba del 13, affondando non lontano dall'Isola di Savo.

## Impiego operativo

### Costruzione
Il cacciatorpediniere Yudachi fu ordinato nell'anno fiscale edito dal governo giapponese nel 1931. La sua chiglia fu impostata nel cantiere navale di Sasebo il 16 ottobre 1934 e il varo avvenne il 21 giugno 1936; fu completato il 7 gennaio 1937. La nave formò con i gemelli Murasame, Harusame e Samidare la 2ª Divisione cacciatorpediniere, dipendente dalla 4ª Squadriglia della 2ª Flotta.

### 1941-1942
Tra 1940 e 1941 lo Yudachi passò al comando del capitano di corvetta Hisashi Ishii. Il 26 novembre 1941 salpò con il resto della 2ª Divisione dal Giappone, passarono lo stretto di Terashima e si fermarono il 29 a Mako, nelle isole Pescadores: qui furono aggregate alla 3ª Flotta del viceammiraglio Ibō Takahashi, che il 7 dicembre si mise in movimento per appoggiare le molteplici operazioni anfibie previste per invadere le Filippine. Il 10 dicembre furono occupate le isole Batan e l'11 avvenne uno sbarco in forze a Vigan, sulla costa occidentale di Luzon. Il 22 dicembre la divisione cooperò allo sbarco nel Golfo di Lingayen e a inizio gennaio seguì il resto della 3ª Flotta nella campagna delle Indie orientali olandesi, visto che nell'arcipelago filippino il supporto navale non era più necessario. Il 12 gennaio 1942 lo Yudachi appoggiò lo sbarco sull'isola di Tarakan, vicino al Borneo orientale, quindi supportò l'attacco a Balikpapan (23 gennaio). Il 27 febbraio fece parte, insieme a numerose altre unità, della scorta a distanza del convoglio d'invasione orientale per l'isola di Giava (contrammiraglio Shōji Nishimura) e partecipò con l'intera 4ª Squadriglia alla battaglia del Mare di Giava, conclusasi con una completa vittoria giapponese. All'inizio di marzo lo Yudachi e le altre tre unità fecero rotta su Tarakan e da qui giunsero nella baia di Subic, sulla costa occidentale di Luzon, il 16 marzo: operarono dunque nelle acque interne delle Filippine per velocizzarne l'occupazione completa. A fine aprile lo Yudachi fece rotta per Mako, toccata il 3 maggio, quindi con la 2ª Divisione tornò in Giappone e il 6 fu posto in bacino di carenaggio a Yokosuka, dove fu rimesso in efficienza ed ebbe incrementata la dotazione contraerea. Il 25 maggio, rimesso in acqua, passò al comando del capitano di corvetta Kiyoshi Kikkawa e con il resto della 2ª Divisione fu riaggregato alla 2ª Flotta del viceammiraglio Nobutake Kondō, che proteggeva a distanza il convoglio del contrammiraglio Raizō Tanaka destinato a invadere l'atollo di Midway. Nonostante la posizione avanzata, questa formazione non ebbe che un ruolo assai marginale nella cruciale battaglia delle Midway (4-6 giugno 1942), che segnò una battuta d'arresto per l'avanzata nipponica nel Pacifico orientale. Lo Yudachi fece ritorno in Giappone nei giorni seguenti e per alcune settimane rimase in inattività: sembra che, in questo periodo, sia stato dotato di un impianto binato di cannoni Type 96 da 25 mm L/60, sistemato su un basso ballatoio davanti alla plancia.
La nave partì il 16 luglio da Kure con gli altri cacciatorpediniere e fece rotta su Mergui, nella Birmania meridionale, da dove operare una guerra corsara nell'Oceano Indiano. La città fu raggiunta il 30 luglio, ma le previste incursioni furono annullate quando il 7 agosto truppe statunitensi sbarcarono su Guadalcanal: l'8 la divisione partì in tutta fretta, fece tappa a Balikpapan e il 21 si fermò all'atollo Truk, importante base nelle isole Caroline centrali, dove già si trovava il resto della 2ª Flotta. Il 30 agosto lo Yudachi giunse all'ancoraggio delle isole Shortland, caricò un nucleo di fanteria e lo fece scendere a Guadalcanal quella notte stessa. Il 1º settembre, invece, scortò assieme al cacciatorpediniere Murakumo un paio di chiatte motorizzate all'isola di Gizo, quindi il 2 tornò alle Shortland senza incidenti. Il 4 settembre accolse a bordo una parte dello scaglione avanzato del 28º Reggimento (colonnello Kiyonao Ichiki) e assieme ai cacciatorpediniere Hatsuyuki e Murakumo navigò verso punta Taivu, a est della testa di ponte statunitense; seguiti dai cacciatorpediniere Shikinami, Ariake e Uranami, le unità giapponesi sbarcarono in totale poco più di 900 soldati. Attorno alle 01:00 del 5 settembre, lo Yudachi, il Murakumo e l'Hatsuyuki eseguirono un rapido bombardamento mentre tornavano indietro: questa azione attirò l'attenzione di un idrovolante Consolidated PBY Catalina, che sganciò razzi illuminanti per indagare; la luce rivelò invece i due cacciatorpediniere da trasporto USS Little e Gregory ai giapponesi, che li affondarono in pochi minuti a colpi di cannone, quindi uccisero quasi tutti i naufraghi sparando loro con i pezzi contraerei.
Il 6 settembre lo Yudachi, con l'Ariake, lo Shikinami e l'Urakaze, fu inviato al largo di Guadalcanal per distruggere un piccolo convoglio nemico ma, poiché non fu avvistato, le unità compirono un breve cannoneggiamento di Henderson Field, l'aeroporto sull'isola. L'8 ripeté la missione, stavolta al fianco dell'incrociatore leggero Sendai e di altri sette cacciatorpediniere; l'11 riprese a trasportare truppe, accompagnato dal Kawakaze e dall'Umikaze, mentre il 13 settembre bombardò il perimetro difensivo statunitense assieme al Murakumo e all'Uranami. Il 16 settembre partì dalle Shortland con l'Hatsuyuki e l'Hamakaze per attaccare alcuni trasporti nemici, che però non furono trovati alle coordinate segnalate. Il 20 settembre salpò nuovamente dall'arcipelago per recare rinforzi a Guadalcanal: stavolta lo Yudachi, il Sazanami, l'Ushio e lo Shikinami rimorchiavano ciascuno una chiatta carica di munizioni e truppe. Questo viaggio fu coronato dal successo e così avvenne per le missioni del 2 e 5 ottobre, entrambe effettuate assieme ad altri cinque cacciatorpediniere; l'8 scortò con altri quattro cacciatorpediniere la nave portaidrovolanti Nisshin, la quale fece scendere a Guadalcanal un sostanzioso reparto di fanteria. Tornato alle Shortland, lo Yudachi puntò su Rabaul e vi si fermò dal 10 al 12 ottobre, quindi riprese il mare a difesa di un convoglio diretto a Guadalcanal. Lo scarico di truppe e mezzi avvenne senza difficoltà e il 16 si fermò alle Shortland. Il giorno successivo l'intera 2ª Divisione cacciatorpediniere effettuò un viaggio di trasporto e il 25 ottobre affiancò l'incrociatore leggero Yura nel bombardamento di Henderson Field in appoggio all'offensiva terrestre del tenente generale Harukichi Hyakutake. L'incrociatore fu però gravemente danneggiato da alcuni velivoli statunitensi e lo Yudachi, cooperando con l'Harusame, trasse in salvo i naufraghi e mandò a fondo l'unità, impossibile da trarre in salvo. Il 26 ottobre formò con il resto della 2ª Divisione, il Kagero e l'Oyashio la scorta ravvicinata alle corazzate Kongo e Haruna, nucleo della 2ª Flotta del viceammiraglio Kondō durante la battaglia delle isole Santa Cruz. Lo Yudachi non ebbe parte nello scontro e già a sera era ritornato nelle Shortland. Da questa base operò riusciti viaggi di trasporto truppe il 2, il 5 e l'8 novembre, sempre accompagnato dalle unità della 2ª Divisione o da altri gruppi di cacciatorpediniere (fino a nove).

### L'affondamento
L'11 novembre la 2ª Divisione cacciatorpediniere si assemblò alle isole Shortland come parte della forza distaccata da Kondō per bombardare nella notte tra il 12 e il 13 Henderson Field: questa formazione, al comando del viceammiraglio Hiroaki Abe, contava le corazzate Hiei e Kirishima, una seconda divisione di cacciatorpediniere e l'incrociatore leggero Nagara: la missione ebbe inizio all'alba del 12 novembre. Nel corso della navigazione la squadra fu avvistata da ricognitori statunitensi, il che indusse Abe ad adottare una complessa formazione da battaglia; il tempo burrascoso e la modesta visibilità, però, fecero sì che essa si presentasse scombinata quando giunse nelle acque tra Guadalcanal e l'isola di Savo. Lo Yudachi si ritrovò in testa alla formazione e lanciò per primo l'allarme quando s'imbatté nel cacciatorpediniere statunitense USS Cushing, appartenente al Task group 67.2 del contrammiraglio Daniel Callaghan, forte di altri sette cacciatorpediniere, tre incrociatori leggeri (USS Atlanta, USS Juneau, USS Helena) e due pesanti (USS San Francisco, USS Portland). Attorno alle 01:45 le due flotte si erano ormai mischiate e Abe reagì per primo: fece accendere i proiettori e sparare salve di siluri e bordate. La battaglia degenerò in una lotta confusa. Lo Yudachi accostò a sinistra, quindi si portò grossomodo verso sud e sostenne il combattimento per un certo periodo di tempo; scambiò cannonate con varie unità (forse anche amiche) e con un siluro fracassò la poppa del Portland, costretto a girare in tondo per i danni al timone e agli alberi motore. Lo Yudachi fu comunque raggiunto da alcune granate, si ebbero 26 morti e 35 feriti, le macchine cessarono di funzionare. L'abbrivio lo fece lentamente allontanare dallo scontro, conclusosi verso le 02:45, e consentì al capitano Kikkawa di tentare ogni sforzo per salvare l'unità, preda di incendi verso prua; rimasto immobile, divenne chiaro che le avarie erano troppo gravi e quindi il Samidare, portatosi di fianco attorno alle 04:00, raccolse tutto l'equipaggio (207 uomini). Il capitano Kikkawa cercò di convincere il comandante del cacciatorpediniere di prendere a rimorchio lo Yudachi, ma egli rifiutò fermamente e quindi cercò di affondarlo, ma senza successo. Lo scafo devastato andò alla deriva e fu preso di mira dal Portland all'alba del 13 novembre: una salva completa centrò il deposito di munizioni principale e lo Yudachi saltò in aria, affondando rapidamente a sud-est di Savo (9°14′S 159°52′E).
Il 15 dicembre lo Yudachi fu depennato dalla lista di naviglio della Marina imperiale.